# جانان ارگودر
جانان ارگودر (به ترکی استانبولی: Canan Ergüder؛ زاده ۱۵ ژوئیه ۱۹۷۷) هنرپیشه اهل ترکیه است. وی از سال ۲۰۰۶ میلادی تاکنون مشغول فعالیت بوده‌است.
از فیلم‌ها یا برنامه‌های تلویزیونی که وی در آن نقش داشته‌است می‌توان به هزار و یک شب، خانواده و نبرد گل‌ها اشاره کرد.